# Giovanni Calegari
Giovanni Calegari (Valnegra, 5 giugno 1932 – Sesto San Giovanni, 29 aprile 2004) è stato un calciatore e allenatore di calcio italiano, di ruolo attaccante.

## Carriera

### Giocatore
Dopo gli inizi alla Pro Sesto in Promozione, nella stagione 1954-1955 ha segnato 4 gol in 11 partite al Monza, in Serie B, dopo che già l'anno precedente aveva vestito la maglia della squadra brianzola segnando un gol in 6 partite; dal 1955 al 1961 ha poi giocato nel Venezia, con cui nella stagione 1956-1957 ha segnato 15 reti in 33 presenze, sempre nella serie cadetta, classificandosi secondo nella classifica marcatori di quel campionato. L'anno seguente ha invece segnato 9 reti, mentre nella stagione 1958-1959 è andato a segno in 11 occasioni, così come anche nella stagione 1959-1960. Nella stagione 1960-1961 ha segnato un gol in 5 partite in Serie B con il Venezia, per poi passare durante il mercato autunnale al Parma, con cui ha segnato altre 5 reti in 25 presenze nella serie cadetta. Ha poi giocato un anno in Serie C nel Savona, segnando 6 gol in 23 presenze, un anno sempre in terza serie nella Mestrina, con la cui maglia ha messo a segno 10 gol in 24 partite e un anno nella Rizzoli di Milano, con cui ha segnato 7 reti in 32 presenze. Chiude la carriera in Serie D alla Snia Varedo, con cui in tre anni gioca complessivamente 93 partite.
In carriera ha segnato complessivamente 54 gol in Serie B, categoria in cui ha giocato complessivamente 164 partite.

### Allenatore
Ha allenato per una stagione la Pro Sesto in Serie D.

### Osservatore
Nell'anno 1974 l'incontro casuale con l'amico e a sua volta ex calciatore Mino Favini (all'epoca responsabile del settore giovanile del Calcio Como) gli apre la porta per una "nuova carriera" in qualita' di osservatore del Calcio Como. Per 25 anni andrà per i campi di calcio, soprattutto di Serie C, di mezza Italia a visionare i giovani talenti che venivano segnalati dal direttore sportivo come possibili rinforzi per l'anno successivo. Le sue relazioni, che settimanalmente consegnava al DS, erano la base di partenza per decidere l'acquisto di un giovane di talento.
La sua competenza calcistica veniva anche utilizzata dal DS per avere relazioni specifiche di squadre che a breve il Como doveva affrontare in campionato ; il suo compito era dettagliare i punti di forza ed i punti deboli della prossima squadra avversaria per essere preparati anche tatticamente alla sfida.
Nel 1999 conclude la sua collaborazione con il Calcio Como accettando l'ingaggio della Pro Sesto, squadra con cui aveva esordito come calciatore ed alla quale era rimasto sempre legato essendo la squadra della città di Sesto San Giovanni dove ha sempre abitato.

## Palmarès

### Giocatore

#### Competizioni nazionali
- Serie C: 1

Venezia: 1955-1956
- Serie B: 1

Venezia: 1960-1961